# Халиско (Наярит)
Халиско (исп. Xalisco) — город и административный центр одноимённого муниципалитета в мексиканском штате Наярит. Численность населения, по данным переписи 2010 года, составила 35 702 человека.

## Общие сведения
Название Xalisco происходит из языка науатль и его можно перевести как: песчаная равнина.

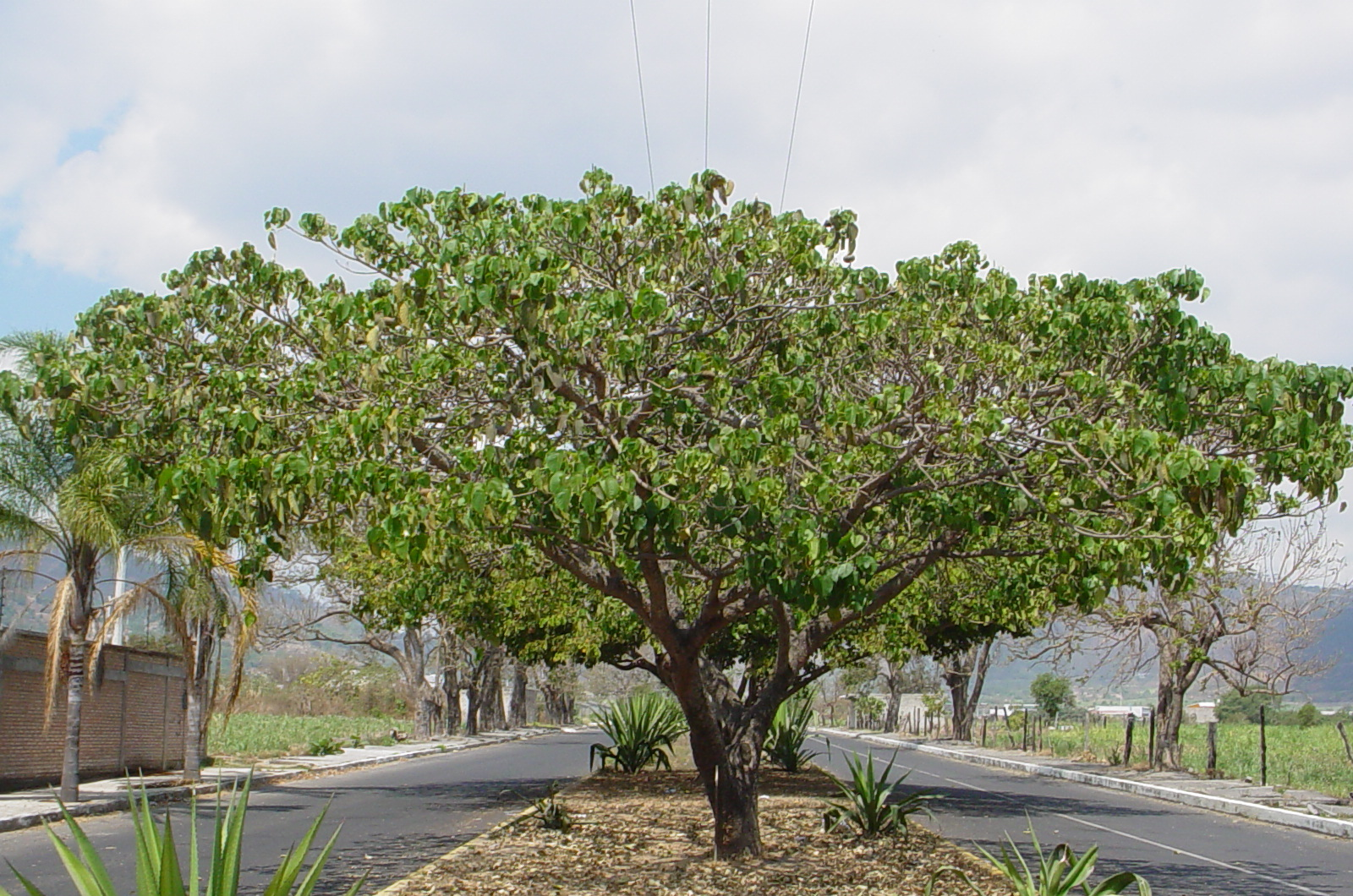
На выезде из города